# IMPシクロヒドロラーゼ
IMPシクロヒドロラーゼ(IMP cyclohydrolase)はプリン塩基のde novo合成に関わる酵素で、以下の化学反応を触媒する加水分解酵素である。
IMP + H2O {\displaystyle \rightleftharpoons } 5-ホルムアミド-1-(5-ホスホ-D-リボシル)イミダゾール-4-カルボキサミド

## 構造
真核生物や真正細菌では前段のAICARホルミルトランスフェラーゼと融合した2機能酵素になっている。古細菌ではPurO遺伝子にコードされる単機能酵素である。